# Strathcona Islands
Strathcona Islands är öar i Kanada.   De ligger i territoriet Nunavut, i den östra delen av landet, 2 000 km norr om huvudstaden Ottawa. Arean är 10,6 kvadratkilometer.
Terrängen på Strathcona Islands är platt. Öns högsta punkt är 175 meter över havet. Den sträcker sig 3,7 kilometer i nord-sydlig riktning, och 6,8 kilometer i öst-västlig riktning.